# إلياس روت
إلياس روت (بالإنجليزية: Elias Root)‏ هو سياسي أمريكي، ولد في 30 نوفمبر 1806، وتوفي في 10 سبتمبر 1880. حزبياً، نشط في الحزب الجمهوري. وقد انتخب عضو جمعية ولاية نيويورك.